# Liotyphlops haadi
Liotyphlops haadi là một loài rắn trong họ Anomalepididae. Loài này được Silva-Haad, Franco & Maldonado mô tả khoa học đầu tiên năm 2008.